# Домінік Александр Годрон
Домінік Александр Годрон (фр. Dominique Alexandre Godron; 25 березня 1807 — 16 серпня 1880) — французький ботанік, лікар.

## Біографія
Домінік Александр Годрон народився 25 березня 1807 року.
Годрон вивчав медицину в Університеті Страсбурга, за свою кар'єру відзначився у природничих науках та у галузі медицини.
У 1854 році Домінік Александр Годрон став деканом та професором природознавства на кафедрі природничих наук у Нансі. Тут він створив музей природознавства і реорганізував його ботанічний сад, який був перейменований на його честь і сьогодні називається Jardin Dominique Alexandre Godron.
Серед його письмових робіт були публікація по флорі Франції під назвою Flore de Lorraine (1843) та трактат, написаний у співавторстві з Жаном Греньє (1808–1875) під назвою Flore de France (1848–1856). Годрон описав сотні видів рослин, багато з яких у співпраці з Жаном Греньє.
Домінік Александр Годрон помер 16 серпня 1880 року.

## Наукова діяльність
Домінік Александр Годрон спеціалізувався на папоротеподібних та на насіннєвих рослинах.

## Наукові роботи
- Flore de Lorraine (1843).
- Flore de France, en collaboration avec le professeur Jean Charles Marie Grenier (1848–1856).

## Почесті
Ботанічний сад у Нансі Jardin Dominique Alexandre Godron названий на його честь.
Види рослин, названі на честь Д. А. Годрона:
- Artemisia godronii (Rouy ex E.P.Perrier) Bonnier
- Cirsium godronii Sch.Bip. ex Nyman
- Onopordum godronii Thell.
- Cuscuta godronii Des Moul.
- Althaea godronii Alef.
- Elytrigia godronii (Kerguélen) Holub
- Batrachium godronii Nyman
- Thalictrum godronii Jord.
- Rubus godronii Lecoq & Lamotte
- Rubus godronii P.J.Müll.
- Diplacus godronii Verschaff. ex E.Morren
- Verbascum godronii Boros ex Thell.
- Verbascum × godronii Boreau